# Omloop van het Waasland 2017
De 53e editie van de Belgische wielerwedstrijd Omloop van het Waasland vond plaats op 12 maart 2017. De start en finish vonden plaats in Kemzeke. De winnaar was Wouter Wippert, gevolgd door Michael Van Staeyen en Barry Markus.

## Uitslag
| Omloop van het Waasland 2017 |                           |                                             |          |
| Plaats                       | Naam                      | Ploeg                                       | Tijd     |
| Winnaar                      | Wouter Wippert            | Cannondale-Drapac                           | 3u41'01" |
| 2                            | Michael Van Staeyen       | Cofidis Solutions Credits                   | z.t.     |
| 3                            | Barry Markus              | Pauwels Sauzen-Vastgoedservice              | z.t.     |
| 4                            | Joeri Stallaert           | Cibel-Cebon                                 | z.t.     |
| 5                            | Jelle Mannaerts           | Tarteletto-Isorex                           | z.t.     |
| 6                            | Alex Colman               | Image4U-Trek Cycling Team U23               | z.t.     |
| 7                            | Francesco Van Coppernolle | VDM Van Durme Michiels-Trawobo Cycling Team | z.t.     |
| 8                            | Jelle Cant                | ERA Real Estate-Circus                      | z.t.     |
| 9                            | Sasha Weemaes             | EFC-L&R-Vulsteke U23                        | z.t.     |
| 10                           | Lindsay De Vylder         | Sport Vlaanderen-Baloise U23                | z.t.     |

1965 · 1966 · 1967 · 1968 · 1969 · 1970 · 1971 · 1972 · 1973 · 1974 · 1975 · 1976 · 1977 · 1978 · 1979 · 1980 · 1981 · 1982 · 1983 · 1984 · 1985 · 1986 · 1987 · 1988 · 1989 · 1990 · 1991 · 1992 · 1993 · 1994 · 1995 · 1996 · 1997 · 1998 · 1999 · 2000 · 2001 · 2002 · 2003 · 2004 · 2005 · 2006 · 2007 · 2008 · 2009 · 2010 · 2011 · 2012 · 2013 · 2014 · 2015 · 2016 · 2017 · 2018 · 2019 · 2020 · 2021 · 2022 · 2023 · 2024